# スパイがいっぱい
『スパイがいっぱい』（Where the Spies Are）は、1965年に公開されたイギリスの映画。ジェームズ・リーザーの小説『忘却へのパスポート』を原作とし、かつてMI6にいた中年の医師がスパイとして活動しながら追われるコメディ・タッチの作品である。監督はヴァル・ゲスト。出演はデヴィッド・ニーヴン、フランソワーズ・ドルレアックなど。
原作小説を気に入ったヴァル・ゲストがニーブンと提携し、映画「007」シリーズの成功に触発されたメトロ・ゴールドウィン・メイヤー（MGM）による資金提供を受け製作された。

## ストーリー
イギリスの軍情報部長マクギリブレイの下で働く秘密工作員ロザーが任務先の中東で詳細は後程という電報を送った後、消息を絶っていた。
マクギリブレイはやきもきした末に、第2次大戦中に世話になった外科医のラブにロザーのつかんだ情報を調べるよう命じる。さっそくラブは協力者であるファッションモデルのヴィッキーとローマ空港で出会い、どぎまぎしているうちに飛行機に乗りそびれてしまう。その直後、飛行機が爆発し、ラブは自分がまかされた仕事の重大性を思い知らされる。
ベイルートに到着したラブはロザーの宿泊していたホテルに潜入し、もう一人の仲間の諜報員パーキントンとともに、ロザーがつかんだ情報を手に入れた。敵は中東におけるイギリスの石油条約を破棄に持ち込むため、レバノンに来ていた親英派のザーロフ公を抹殺しようとしていた。翌日、ラブは現地入りしたザーロフ公を暗殺から救うものの、流れ弾が無関係の者に当たってしまい、ラブは群衆から追われる身となる。そこへ敵のヘリコプターが現れ、彼はそのまま連行され、尋問を受けた。また、ヴィッキーが二重スパイだと判明し、ラブは窮地に陥る。それでも、ヴィッキーの活躍もあって、ラブはマクギリブレイに助けられた。

## キャスト
| 役名             | 俳優                         | 日本語吹替   | 日本語吹替 |
| 役名             | 俳優                         | 日本テレビ版 | 東京12ch版 |
| ---------------- | ---------------------------- | ------------ | ---------- |
| ジェイソン・ラブ | デヴィッド・ニーヴン         | 中村正       | 中村正     |
| ヴィッキー       | フランソワーズ・ドルレアック |              |            |
| マクギリブレイ   | ジョン・ル・メスリエール     |              |            |
| ロザー           | シリル・キューザック         |              |            |
| ファルーク       | エリック・ポールマン         |              |            |
| ジョゼフ         | リチャード・マーナー         |              |            |
| シミアス         | ポール・スタッシーノ         |              |            |

- 日本テレビ版：初回放送1972年5月10日『水曜ロードショー』
- 東京12ch版：初回放送1975年5月20日『火曜映画劇場』

## スタッフ
- 監督: ヴァル・ゲスト（英語版）
- 製作: ヴァル・ゲスト、スティーブン・パロス（英語版）
- 原作: ジェームズ・リーザー
- 脚本: ヴァル・ゲスト、ウォルフ・マンキウィッツ（英語版）
- 撮影: アーサー・グラント（英語版）
- 音楽: マリオ・ナシンベーネ

## 補足
- 当初はシリーズ化する計画があったが、頓挫したという[4]。
- 原作小説『忘却へのパスポート』は、主人公のジェイソン・ラブ医師をジョージ・レーゼンビーが演じるオーディオブックが2019年に発売された[5]。